# Chrysochroa mniszechii
Chrysochroa mniszechii es una especie de escarabajo del género Chrysochroa, familia Buprestidae. Fue descrita científicamente por Deyrolle en 1861.

## Distribución geográfica
Habita en la región indomalaya.